# El volador nocturno
El volador nocturno (The Night Flier) es un relato de terror del escritor estadounidense Stephen King, que fue publicada
por primera vez en 1988 en una antología de relatos de terror de diversos autores y posteriormente en 1993 en Pesadillas y alucinaciones, una recopilación de relatos del autor.
La historia tuvo una adaptación cinematográfica en 1997 titulada El aviador nocturno.

## Sinopsis
La historia está protagonizada por un reportero y fotógrafo cínico y amargado llamado Richard Dees, que trabaja para una revista ficticia llamada The Inside View. El actual tema de investigación de Dees es El volador nocturno, un individuo que viaja entre pequeños aeropuertos a bordo de un avión Cessna Skymaster, matando atrozmente a la gente de una forma que lleva a Dees a pensar que ese hombre es un lunático que se cree un vampiro. Después de unos pocos días entrevistando testigos y siguiendo el rastro del asesino en su propio Cessna, Dees encuentra al volador nocturno durante una violenta tormenta en el Wilmington International Airpot. Después de que Dees observe al volador nocturno vaciando el contenido sangriento de su vejiga en un urinario del aeropuerto (o tanto como puede ver a través del reflejo de un espejo) la criatura lo sorprende y advierte a su "aspirante a biógrafo", destruyendo las evidencias fotográficas y dejando herido de muerte al reportero en medio de la escena de un asesinato para que sea arrestado por la policía.
La adaptación cinematográfica sigue la trama original estrechamente (y conserva la naturaleza antipática de Dees) excepto añadiendo un rival en la forma de una periodista femenina y cambiando el destino de Dees.

## Relación con otras obras de Stephen King
- Richard Dees hace una breve aparición en la novela de King La zona muerta.
- La revista The Inside View es una publicación sensacionalista y macabra, que publica historias sobre asesinatos misteriosos y abducciones alienígenas y similares que también se menciona en otras historias y novelas de King. Con esta publicación el autor parece querer parodiar sus propias obras de terror.
- En las anotaciones de Pesadillas y alucinaciones, King menciona que El Volador Nocturno es el Abuelo del niño secuestrado por Sheridan, el protagonista del relato Popsy.